# Дагдский край
Да́гдский край (латыш. Dagdas novads) — бывшая административно-территориальная единица на юге Латвии, в историко-культурной области Латгале. Край состоял из десяти волостей и города Дагда, который являлся центром края.
Край был образован 1 июля 2009 года из части упразднённого Краславского района. Площадь края составляла 948,8 км². Граничил с Аглонским, Резекненским, Лудзенским, Зилупским, Краславским краями Латвии и с Витебской областью Белоруссии.
В 2021 году в результате новой административно-территориальной реформы Дагдский край был упразднён.

## Население
По оценке на 1 января 2015 года население края составляло 7647 постоянных жителей, на 1 января 2010 года — 9397 человек.

### Национальный состав
Национальный состав населения края по итогам переписи населения Латвии 2011 года был распределён таким образом:
| Национальность        | Численность, чел. (2011) | %        |
| --------------------- | ------------------------ | -------- |
| Латыши                | 5314                     | 64,13 %  |
| в том числе латгальцы | 4112                     | 49,63 %  |
| Русские               | 1985                     | 23,96 %  |
| Белорусы              | 567                      | 6,84 %   |
| Поляки                | 266                      | 3,21 %   |
| Украинцы              | 75                       | 0,91 %   |
| Литовцы               | 23                       | 0,28 %   |
| Другие                | 56                       | 0,68 %   |
| всего                 | 8286                     | 100,00 % |

## Территориальное деление
- город Дагда (латыш. Dagdas pilsēta)
- Андрупенская волость (латыш. Andrupenes pagasts)
- Андзельская волость (латыш. Andzeļu pagasts)
- Асунская волость (латыш. Asūnes pagasts)
- Берзинская волость (латыш. Bērziņu pagasts)
- Дагдская волость (латыш. Dagdas pagasts)
- Константиновская волость (латыш. Konstantinovas pagasts)
- Кеповская волость (латыш. Ķepovas pagasts)
- Сваринская волость (латыш. Svariņu pagasts)
- Шкяунская волость (латыш. Šķaunes pagasts)
- Эзерниекская волость (латыш. Ezernieku pagasts)